# Camgasita
La camgasita és un mineral de la classe dels fosfats. Fou anomenada així per la seva composició química (Ca, Mg, As).

## Característiques
La camgasita és un fosfat de fórmula química CaMg(AsO₄)(OH)·5H₂O. Cristal·litza en el sistema monoclínic. La seva duresa a l'escala de Mohs és 2. El mineral forma crostes formades per cristalls euhèdrics a anhèdrics de fins a 0,15 mm; també forma agragats radials en forma de crostes.
Segons la classificació de Nickel-Strunz, la camgasita pertany a «08.DJ: Fosfats, etc, amb cations de mida mitjana i gran, (OH, etc.):RO₄ = 1:1» juntament amb els següents minerals: johnwalkita, gatumbaïta, olmsteadita, fosfofibrita, meurigita-K, meurigita-Na, jungita, wycheproofita, ercitita, mrazekita i attikaïta.

## Formació i jaciments
En la seva localitat tipus es forma com a mineral secundari en una zona rica en coure i urani dins d'un dipòsit de tipus polimetàl·lic. Allà es trobà associada a monohidrocalcita, guix, calcita, rapidcreekita, novçačekita, eritrita i hörnesita.